# Pareas hamptoni
Espèce
Synonymes
- Amblycephalus hamptoni Boulenger, 1905
- Eberhardtia tonkinensis Angel, 1920

Statut de conservation UICN

 LC  : Préoccupation mineure
Pareas hamptoni est une espèce de serpents de la famille des Pareatidae.

## Répartition
Cette espèce se rencontre :
- en Birmanie ;
- au Viêt Nam ;
- au Laos ;
- en Thaïlande dans la province de Tak ;
- en République populaire de Chine dans les provinces du Hainan, de Hong Kong, du Guizhou et du Yunnan ;

Sa présence est incertaine au Cambodge.

## Étymologie
Son nom d'espèce lui a été donné en l'honneur de Herbert Hampton qui a découvert, dans les environs de Mogok, le spécimen décrit.

## Publication originale
- Boulenger, 1905 : Descriptions of Two New Snakes from Upper Burma. Journal of the Bombay Natural History Society, vol. 16, p. 235-236 (texte intégral).